# Rodilhan
Rodilhan là một xã trong vùng Occitanie. Xã Rodilhan nằm ở khu vực có độ cao trung bình 45 mét trên mực nước biển.